# Sagid Murtazaliev
Sagid Magomedovič Murtazaliev (in russo Сагид Магомедович Муртазалиев?; 11 marzo 1974) è un ex lottatore russo, specializzato nella lotta libera.
Nato a Makhachkala, Daghestan e di origine àvara, Murtazaliev ha vinto medaglie d'oro nelle divisioni dei pesi massimi ai campionati mondiali FILA 1999 e alle Olimpiadi estive 2000.

## Palmarès

### Olimpiadi
- 1 medaglia:
  - 1 oro (Sydney 2000 nella lotta libera 97 kg)

### Mondiali
- 1 medaglia:
  - 1 oro (Ankara 1999 nella lotta libera 97 kg)

## Politica
Il 12 aprile 2010, Murtazaliev, che era stato il capo del distretto di Kizlyarsky, divenne il capo della filiale del Daghestan del fondo pensione russo. Murtazaliev era un deputato del partito Russia Unita all'Assemblea legislativa della Repubblica del Daghestan. Nel 2015, la procura ha aperto un procedimento penale contro Murtazaliev sul finanziamento del terrorismo, oltre a sospettarlo in relazione a una serie di omicidi. Murtazaliev ha lasciato la Russia ed è attualmente ricercato dalla procura.